# Epictia pauldwyeri
Epictia pauldwyeri — вид змій родини струнких сліпунів (Leptotyphlopidae). Ендемік Панами. Описаний у 2016 році.

## Поширення і екологія
Epictia pauldwyeri мешкають на тихоокеанському узбережжі центральної Панами. Вони живуть у вологих рівнинних тропічних лісах, на висоті до 250 м над рівнем моря.